# Jean Bonfils
Pour les articles homonymes, voir Jean Bonfils (musicien) et Bonfils.
Jean Bonfils, né le 15 février 1930 à Montpellier dans l'Hérault, est un évêque catholique français, évêque émérite de Nice.

## Biographie
Après avoir commencé sa formation au grand séminaire de Montpellier, Jean Bonfils a poursuivi sa formation au séminaire des Missions africaines à Lyon puis à Rome où il a obtenu un doctorat de théologie à l'Université pontificale grégorienne en 1957.
Il a été ordonné prêtre le 7 décembre 1954 pour la Société des missions africaines.

## Principaux ministères
Après avoir été professeur de théologie à Lyon pendant 4 ans, il est parti au Bénin de 1962 à 1964 comme enseignant au grand séminaire de Ouidah. Il a ensuite occupé plusieurs fonctions successives au sein de la Société des missions africaines : maître des novices en Belgique de 1964 à 1968, conseiller provincial de 1968 à 1973 puis supérieur provincial jusqu'en 1978.
Il a ensuite été secrétaire général de la Conférence des supérieurs majeurs de France de 1978 à 1984, cumulant pendant les 3 dernières années cette fonction avec celle de secrétaire de l'Union des conférences européennes des supérieurs majeurs.
Après un nouveau séjour au Bénin comme professeur au grand séminaire de Ouidah de 1985 à 1987, il a été appelé à la Curie romaine, comme attaché à la Congrégation pour les Instituts de vie consacrée et les Sociétés de vie apostolique de 1987 à 1992. 
Nommé évêque de Viviers le 28 novembre 1992, il a été consacré le 10 janvier 1993 par le cardinal Albert Decourtray, assisté par  Jean Hermil, son prédécesseur à Viviers et Hubert Barbier, évêque d'Annecy. Il est élu président de la commission épiscopale sur les missions extérieures de la conférence des évêques de France en 1993. 
Il est élu comme suppléant pour le synode des évêques de 1994 Il a été nommé évêque de Nice le 28 août 1998 et s'est retiré de ses fonctions le 28 mars 2005, pour raison d'âge.
Au sein de la Conférence des évêques de France, il a été membre de la commission sociale et président du Comité de la coopération missionnaire.
Il reste consulteur à la Congrégation pour les Instituts de vie consacrée et les Sociétés de vie apostolique.
Du 23 septembre 2011 au 22 février 2012, il est administrateur apostolique du diocèse d'Ajaccio. Il y célèbre le 11 mars 2012 des confirmations de fidèles de la Fraternité sacerdotale Saint-Pie-X. Cela cause des tensions au sein de la FSSPX, conduisant l'abbé Hervé Mercury à la quitter. 